# Kościół św. Jadwigi Śląskiej w Wilczynie
Kościół świętej Jadwigi Śląskiej w Wilczynie – rzymskokatolicki kościół parafialny należący do parafii pod tym samym wezwaniem (dekanat pniewski archidiecezji poznańskiej).
Jest to świątynia wzniesiona zapewne w 1 połowie XVI wieku, dzięki staraniom biskupów poznańskich, właścicieli wsi. W latach 1890–1900 do istniejącego kościoła zostały dobudowane od strony wschodniej neogotyckie: transept i prezbiterium. We wnęce, na zewnętrznej ścianie świątyni, jest zawieszony późnogotycki krucyfiks z około 1530 roku. W ołtarzu głównym Jest umieszczony obraz Matki Boskiej Dobrej Opieki z około 1650 roku.